# Weitzenried
Weitzenried, 1910 és 1918 között Szörénybúzás (románul: Gârnic, németül: Weizenried, csehül: Gerník) falu Romániában, a Bánságban, Krassó-Szörény megyében.

## Fekvése
Újmoldovától 15 km-re keletre, a Lokva-hegységben, bükkerdők között fekszik.

## Nevének eredete

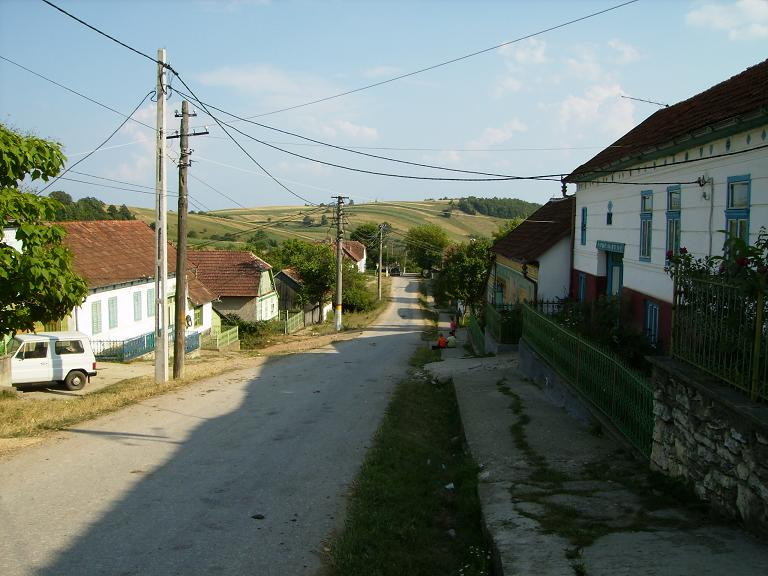

A német Weizen 'búza' és Ried 'tisztás' összetételéből, míg a román Gârnic/cseh Gerník egy 'mocsár' jelentésű szláv gъrlo szóból való. A Szörénybúzás nevet a helységnévrendezéskor a falu tiltakozása ellenére állapították meg. A név egyébként találó; 1992-ben itt érte el a búza a legmagasabb hozamot a megyében, messze megelőzve a síkságon fekvő településeket.

## Története
Helyén 1569-ben puszta, 1579-ben falu feküdt Garnik vagy Koska (?) néven.
1826–1828-ban 469 cseh telepessel alapították a Határőrvidék területén. A telepesek származási helyére nézve a helyi cseh nyelvjárás vizsgálata nyújt közvetett eligazítást. A faluban egy tanulmány szerint a 20. század közepén kevert nyelvjárást beszéltek, amelyben azonban a nyugat-csehországi jellegzetességek domináltak. A felső falurészben lakók elnevezése plzáci ('plzeňiek'), az alsó falurészben lakóké horáci volt. A legnagyobb népességű volt a bánsági cseh falvak közül, lakói közül sokan mészégetéssel foglalkoztak.
1847-ben önálló plébániává szervezték, de saját papot csak három évvel később kapott, addig Újmoldováról látták el. 1852–53-ban 81 weitzenriedi fiatal Szerbiába, a bori bányák mellé költözött. 1872-ig a Határőrvidékhez, azután Szörény, majd Krassó-Szörény vármegyéhez tartozott.
Első diplomás tanítója 1856-ban érkezett Csehországból. Miután 1881-ben elvágott torokkal találtak rá az iskolában, tizenöt évig nem jelentkezett új tanító a faluba. 1896 és 1908 között ismét egy csehországi tanító, majd 1918-ig magyarok tanítottak. Az 1900-as években lakói közül sokan a városokba, a 19. század vége és az 1930-as évek között ötven családja az Egyesült Államokba, a virginiai Dinwiddie-be vándorolt ki.
1919-ben húsz család Vracsevgájba költözött, 1947 és 1949 között 451–494 fő repatriált Csehországba, majd 1990 után a népesség fele ismét Csehországba vándorolt. Határában 1935-től a második világháborúig egy bukaresti cég termelt ki kaolint, kb. húsz-harminc alkalmazottal. 1957-ben iskolájának cseh nyelvű alsó tagozata mellé román nyelvű felső tagozatot szerveztek.

## Népessége
- 1842-ben 522 római katolikus vallású lakosa volt.[3]
- 1900-ban 1155 lakójából 1139 volt cseh anyanyelvű és 1154 római katolikus vallású. A lakosság 59%-a tudott írni-olvasni és 1%-a beszélt magyarul. A népszámláláskor 6%-uk külföldön tartózkodott.
- 2002-ben 524 lakosából 513 volt cseh és 11 román nemzetiségű; 515 római katolikus és 9 ortodox vallású.

## Látnivalók
- Öt vízimalom (Petrovy mlýnky) a Gramensca-patakon.[4]

## Gazdasága
Hagyományos gazdasági ágai az állattenyésztés, a fakitermelés és a mészégetés. 2001-ben egy cseh cég elektronikai üzemet hozott létre.

## Külső hivatkozások
- A római katolikus templom és orgonája (fényképek és leírás) (németül)